# Place du Tertre
Place du Tertre är ett torg i Quartier de Clignancourt i Paris 18:e arrondissement. Place du Tertre börjar vid Rue Norvins och slutar vid Rue du Mont-Cenis. Tertre betyder "kulle" och syftar på Montmartre.

## Omgivningar
- Sacré-Cœur
- Saint-Pierre de Montmartre
- Square Louise-Michel
- Carrousel de Saint-Pierre
- Place Saint-Pierre
- Montmartres bergbana
- Square Nadar

## Bilder
| - Karta över Place du Tertre. |

## Kommunikationer
- Tunnelbana – linje  – Abbesses
- Busshållplats Place du Tertre – Norvins  – Paris bussnät, linje 40

### Webbkällor
- ”Place du Tertre”. Mairie de Paris. http://www.v2asp.paris.fr/commun/v2asp/v2/nomenclature_voies/Voieactu/9189.nom.htm. Läst 26 februari 2021.
- ”Some Interesting Facts About the Place du Tertre”. Paris Perfect. 14 mars 2017. https://www.parisperfect.com/blog/2017/03/place-du-tertre/. Läst 26 februari 2021.